# Arquidiócesis de Ciudad Bolívar
La arquidiócesis de Ciudad Bolívar (en latín: Archidioecesis Civitatis Bolivarensis) es una circunscripción eclesiástica de la Iglesia católica en Venezuela. Se trata de una arquidiócesis latina, sede metropolitana de la provincia eclesiástica de Ciudad Bolívar. Desde el 27 de agosto de 2011 su arzobispo es Ulises Antonio Gutiérrez Reyes, de la Orden de la Merced.

## Territorio y organización

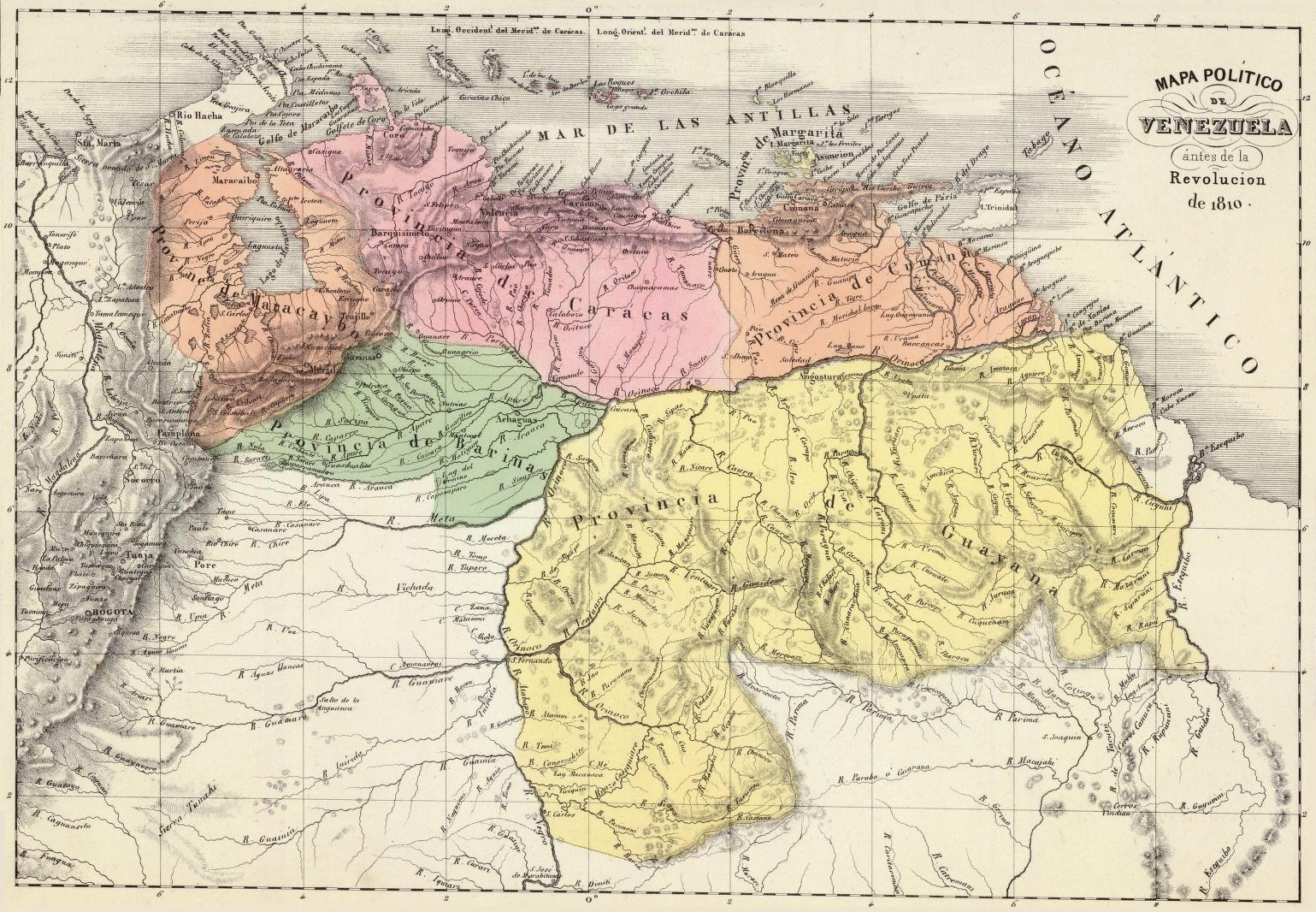
Mapa de Venezuela antes de la revolución de 1810: en amarillo y naranja las provincias de Guayana y Cumaná, que constituían el territorio continental original de la diócesis

La arquidiócesis tiene 109 769 km² y extiende su jurisdicción sobre los fieles católicos de rito latino residentes en 4 municipios del estado Bolívar: Heres (desde 2020 llamado oficialmente Angostura del Orinoco), Sucre (excepto el extremo sur), Cedeño y la parte norte del Angostura (llamado Raúl Leoni hasta 2009).
La sede de la arquidiócesis se encuentra en Ciudad Bolívar, en donde se halla la Catedral de Santo Tomás.
La arquidiócesis tiene como sufragáneas a las diócesis de Ciudad Guayana y Maturín. Tiene además agregados a los vicariatos apostólicos del Caroní y de Vicariato apostólico de Tucupita.
En 2021 en la arquidiócesis existían 25 parroquias.

## Historia

### Diócesis
La diócesis de Guayana o de Santo Tomás de Guayana fue erigida el 20 de mayo de 1790, derivando su territorio de la diócesis de Puerto Rico (actualmente arquidiócesis de San Juan). El territorio original de la diócesis incluía las provincias continentales de Guayana y Cumaná, así como las provincias insulares de Trinidad y Margarita, en la capitanía general de Venezuela. La sede de la diócesis era la ciudad de Angostura, hoy Ciudad Bolívar, también conocida como Santo Tomé de Guayana. Su primer obispo fue Francisco Ibarra Herrera desde el 19 de diciembre de 1791 hasta el 14 de diciembre de 1798, cuando fue nombrado obispo de la Caracas.
Originalmente sufragánea de la arquidiócesis de Santo Domingo, el 24 de noviembre de 1803 mediante la bula In universalis Ecclesiae regimine del papa Pío VII pasó a formar parte de la provincia eclesiástica de la arquidiócesis de Caracas.
El 23 de febrero de 1818 cedió una parte de su territorio para la erección del vicariato apostólico de Trinidad (hoy arquidiócesis de Puerto España).
El 4 de marzo de 1922 cedió una porción de su territorio para la erección del vicariato apostólico del Caroní mediante la bula Quoties Romani del papa Pío XI.
El 12 de octubre de 1922 cedió una porción de su territorio para la erección de la diócesis de Cumaná (hoy arquidiócesis de Cumaná) mediante la bula Ad munus del papa Pío XI.
El 5 de febrero de 1932 cedió otra porción de su territorio para la erección de la prefectura apostólica del Alto Orinoco (hoy vicariato apostólico de Puerto Ayacucho) mediante el decreto Quo melius de la Sagrada Congregación Consistorial.
El 2 de enero de 1953, mediante el decreto Apostolicis sub plumbo Litteris de la Congregación Consistorial, asumió el nombre de diócesis de Ciudad Bolívar.
El 7 de junio de 1954 cedió una porción de su territorio para la erección de la diócesis de Barcelona mediante la bula Summa Dei del papa Pío XII.
El 30 de julio de 1954, mediante decreto Post latum de la Congregación de Propaganda Fide, intercambió territorio con el vicariato apostólico del Caroní, recibiendo las parroquias de Upata, San Félix, El Palmar, Guasipati, El Callao y Tumeremo, y transfiriendo el territorio al oeste del río Paragua que se encuentra en la cuenca del río Caroní.
El 24 de mayo de 1958 cedió otra porción de su territorio para la erección de la diócesis de Maturín mediante la bula Regnum Dei del papa Pío XII.

### Arquidiócesis
El 21 de junio de 1958 fue elevada al rango de arquidiócesis metropolitana mediante la bula Magna quidem del papa Pío XII.
El 20 de agosto de 1979 cedió otra porción de su territorio para la erección de la diócesis de Ciudad Guayana mediante la bula Cum nos Domini Nostri mandato del papa Juan Pablo II. El 25 de marzo de 1988 le cedió los municipios de Piar, Roscio y Sifontes para una modificación sustancial de los límites diocesanos mediante el decreto Quo aptius de la Congregación para los Obispos.

## Estadísticas
Según el Anuario Pontificio 2022 la arquidiócesis tenía a fines de 2021 un total de 637 000 fieles bautizados.
| Año                                                                             | Población            | Población | Población      | Sacerdotes | Sacerdotes    | Sacerdotes    | Bautizados por sacerdote | Diáconos permanentes | Religiosos | Religiosos | Parroquias |
| Año                                                                             | Bautizados católicos | Total     | % de católicos | Total      | Clero secular | Clero regular | Bautizados por sacerdote | Diáconos permanentes | Varones    | Mujeres    | Parroquias |
| ------------------------------------------------------------------------------- | -------------------- | --------- | -------------- | ---------- | ------------- | ------------- | ------------------------ | -------------------- | ---------- | ---------- | ---------- |
| 1950                                                                            | 378 000              | 385 000   | 98.2           | 30         | 18            | 12            | 12 600                   |                      |            |            | 30         |
| 1966                                                                            | 235 800              | 263 000   | 89.7           | 43         | 22            | 21            | 5483                     |                      | 21         | 75         | 21         |
| 1970                                                                            | 305 000              | 330 000   | 92.4           | 48         | 22            | 26            | 6354                     |                      | 28         | 96         | 27         |
| 1976                                                                            | 373 000              | 406 665   | 91.7           | 51         | 23            | 28            | 7313                     |                      | 37         | 108        | 34         |
| 1980                                                                            | 243 000              | 269 762   | 90.1           | 31         | 18            | 13            | 7838                     | 3                    | 14         | 51         | 27         |
| 1990                                                                            | 300 000              | 320 000   | 93.8           | 22         | 14            | 8             | 13 636                   |                      | 9          | 70         | 16         |
| 1999                                                                            | 380 000              | 405 000   | 93.8           | 28         | 17            | 11            | 13 571                   |                      | 11         | 63         | 23         |
| 2000                                                                            | 460 750              | 475 000   | 97.0           | 29         | 18            | 11            | 15 887                   |                      | 11         | 70         | 23         |
| 2001                                                                            | 487 000              | 500 000   | 97.4           | 35         | 21            | 14            | 13 914                   |                      | 14         | 70         | 23         |
| 2002                                                                            | 487 000              | 500 000   | 97.4           | 34         | 20            | 14            | 14 323                   |                      | 14         | 67         | 24         |
| 2003                                                                            | 490 000              | 503 000   | 97.4           | 32         | 19            | 13            | 15 312                   |                      | 13         | 69         | 24         |
| 2004                                                                            | 500 000              | 516 000   | 96.9           | 35         | 22            | 13            | 14 285                   |                      | 13         | 66         | 24         |
| 2006                                                                            | 547 000              | 570 000   | 96.0           | 32         | 19            | 13            | 17 093                   | 2                    | 13         | 53         | 25         |
| 2013                                                                            | 589 000              | 621 000   | 94.8           | 42         | 33            | 9             | 14 023                   | 2                    | 10         | 56         | 23         |
| 2016                                                                            | 614 306              | 646 744   | 95.0           | 40         | 32            | 8             | 15 357                   | 2                    | 8          | 53         | 25         |
| 2019                                                                            | 622 000              | 654 000   | 95.1           | 35         | 29            | 6             | 17 771                   | 1                    | 11         | 42         | 27         |
| 2021                                                                            | 637 000              | 670 000   | 95.1           | 30         | 25            | 5             | 21 233                   | 2                    | 9          | 34         | 25         |
| Fuente: Catholic-Hierarchy, que a su vez toma los datos del Anuario Pontificio. |                      |           |                |            |               |               |                          |                      |            |            |            |

## Episcopologio

### Obispos
- Francisco Ibarra Herrera † (19 de diciembre de 1791-14 de diciembre de 1798 nombrado obispo de Caracas)
- José Antonio García Mohedano † (11 de agosto de 1800-17 de octubre de 1804 falleció)
- José Bentura Cabello † (20 de febrero de 1809-21 de agosto de 1817 falleció)
  - Sede vacante (1817-1828)
- Mariano Talavera y Garcés † (22 de diciembre de 1828-1841 renunció)
- Mariano Fernández Fortique † (12 de julio de 1841-6 de febrero de 1854 falleció)
- José Manuel Arroyo Niño † (19 de junio de 1856- 30 de noviembre de 1884 falleció)
- Manuel Felipe Rodríguez Delgado † (30 de julio de 1885-13 de diciembre de 1887 falleció)
  - Sede vacante (1887-1891)
- Antonio María Durán † (25 de septiembre de 1891-18 de julio de 1917 falleció)
- Sixto Sosa Díaz † (5 de diciembre de 1918-16 de junio de 1923 nombrado obispo de Cumaná)
- Miguel Antonio Mejía † (19 de junio de 1923-6 de octubre de 1947 falleció)
  - Sede vacante (1947-1949)
- Juan José Bernal Ortiz † (21 de octubre de 1949-21 de junio de 1958 nombrado arzobispo)

### Arzobispos
- Juan José Bernal Ortiz † (21 de junio de 1958- 25 de julio de 1965 nombrado arzobispo a título personal de Los Teques)
- Crisanto Darío Mata Cova † (30 de abril de 1966-26 de mayo de 1986 retirado)
- Medardo Luis Luzardo Romero (26 de mayo de 1986-27 de agosto de 2011 retirado)
- Ulises Antonio Gutiérrez Reyes, O. de M., desde el 27 de agosto de 2011